# Oreodera granulipennis
Oreodera granulipennis là một loài bọ cánh cứng trong họ Cerambycidae.